# Callimetopus vivesi
Callimetopus vivesi là một loài bọ cánh cứng trong họ Cerambycidae.